# Ferran Pol
Ferran Pol Pérez (Andorra la Vella, 28 febbraio 1983) è un ex calciatore andorrano, di ruolo portiere.

## Carriera

### Club
Comincia nel 2002 con l'Horta, dove rimarrà fino a fine stagione.
Dopo essere stato per lungo tempo svincolato, viene comprato dal Sants nel 2009, per poi passare l'anno dopo al Football Club Andorra, dove viene schierato titolare nel campionato spagnolo.

### Nazionale
Dopo le buone prestazioni in campionato viene convocato in nazionale dove inizialmente occupa il posto di secondo portiere, per poi essere schierato titolare. Ha all'attivo 27 presenze.